# Ben Bagley
Ben Bagley (Burlington, 18 ottobre 1933 – New York, 21 marzo 1998) è stato un produttore teatrale e produttore discografico statunitense.

## Biografia
La famiglia di Bagley, di estrazione piccolo-borghese senza particolari problemi economici, gli assicura un'infanzia tranquilla: il padre è impiegato, la madre casalinga e insegnante di pianoforte part-time. Sarà proprio la madre a far nascere nel giovane la passione per la popular music statunitense e in particolare per il musical.

Altro personaggio fondamentale della sua infanzia è la nonna che lo porta una volta all'anno con lei in "pellegrinaggio teatrale" a New York dove ha la possibilità di vedere il meglio della produzione teatrale di quegli anni.

Appena finito il college, Ben si trasferisce a New York deciso a lavorare nel mondo dello spettacolo.
Dopo una breve gavetta, a soli 22 anni, in un piccolo teatro off-Broadway produce il suo primo spettacolo: Shoestring Revue, una rivista brillante che ottiene un ottimo successo sia di critica che di pubblico. Il motivo di un tale successo è semplice: Ben ha un incredibile istinto teatrale e sa scovare i migliori talenti in circolazione. La maggior parte della canzoni di Shoestring Revue, ad esempio, sono scritte da Sheldon Harnick, Charles Strouse e Lee Adams, future leggende del teatro leggero americano (il primo scriverà i testi de Il violinista sul tetto e Fiorello mentre Strouse e Adams firmeranno Annie e Bye, Bye Birdie).
Anche il cast è di livello eccezionale, soprattutto le interpreti femminili, composto da tre sconosciute ragazze destinate a una fulgida carriera teatrale: Dody Goodman, Bea Arthur (futura protagonista di serie cult come Maude e Cuori senza età) e Chita Rivera (che pochi anni dopo farà il suo debutto trionfale a Broadway interpretando Anita nel primo allestimento di West Side Story).
Nel 1957 mette in piedi un'altra edizione del Shoestring Revue. Questa volta fra gli autori delle canzoni troviamo Tom Jones e Harvey Schmidt, che pochi anni dopo firmeranno Fantasticks, lo show che ha avuto più repliche in assoluto nella storia del teatro musicale moderno. Harvey Schmidt rimarrà per tutta la vita un amico intimo di Bagley, aiutandolo spesso nel difficile compito di raccogliere fondi per i suoi progetti musicali.
The Littlest Revue è il titolo della successiva produzione di Bagley. Questa volta vanta fra i suoi autori due nomi affermati: il poeta e paroliere Ogden Nash e il raffinato musicista Vernon Duke. L'ultima grande rivista off-Broadway prodotta da Bagley è Decline and Fall of the Entire World as Seen Through the Eyes of Cole Porter: un'opera più "intimista" che racconta la vita di Porter attraverso una raccolta delle sue canzoni meno conosciute, alcune addirittura inedite, il tutto affidato ad una cast eccezionale: Kaye Ballard, Harold Lang, Bobby Short e Tammy Grimes solo per citarne alcuni. Anche se oggi l'idea di raccontare la vita di un compositore attraverso le sue canzoni meno conosciute è tutt'altro che originale, Ben fu il primo a realizzare un'opera del genere.
Durante questi anni Ben conosce il pianista e musicista Arthur Siegel che diventerà ben presto uno dei suoi più stretti collaboratori, oltre che il suo più caro amico. È proprio grazie a Siegel che la carriera di Ben prende una svolta importante: Siegel lo persuade a continuare l'esperimento iniziato con lo show su Porter e a produrre una serie di dischi in cui avverrebbe "salvato dall'oblio" le canzoni dei grandi compositori di Broadway. Inizialmente Bagley medita di dedicare un intero disco alle canzoni del suo amico Vernon Duke, ma successivamente decide di optare per una coppia di compositori più conosciuti: nasce così Rodgers & Hart revisted, vol. I, il primo di una lunga serie di dischi prodotti da Ben.
Come già per le riviste, anche per queste produzioni discografiche Bagley opta per un cast di giovani e promettenti cantanti/attori: oltre a Siegel stesso, che suona anche il pianoforte in tutte le canzoni, troviamo Danny Meehan, Dorothy Loudon (futura diva di Broadway) e Charlotte Rae (reduce dal successo del revival di L'opera da tra soldi curato da Marc Blitzstein e futura star della serie televisiva L'albero delle mele). L'ottimo successo di questo strano esperimento discografico permetterà a Ben di produrne altri 48, "rivisitando" così tutti i più grandi compositori di Broadway: da Cole Porter a Jerome Kern, da Oscar Hammerstein II a Alan Jay Lerner, passando anche per compositori più moderni fra cui Jerry Herman e Kender & Ebb.

## Un geniale eccentrico
I dischi prodotti da Bagley sono diversi dagli altri "tributi" che si possono trovare sul mercato: non sono semplici collezioni di canzoni registrate da famosi interpreti, ma tutto il disco è assemblato, orchestrato e registrato come se fosse uno spettacolo, con una canzone di introduzione, un gran finale e una serie di pezzi nel mezzo che sviluppano uno o più temi, spesso scelti con gusto estremamente bizzarro o camp (in Rodgers & Hart Revisited, Vol II il leitmotiv che lega le canzoni sono l'amore estremo e il sadomaso).
Leggendarie sono anche le copertine dei dischi, con i loro bozzetti di elaborati e stravaganti costumi ispirati alle canzoni contenute dei dischi e disegnati dall'amico Harvey Schmidt. Le copertine ritraggono sempre donne, spesso a seno nudo, con un'unica eccezione, fatta per il tributo a Leonard Bernstein in cui il musicista è ritratto attorniato da due ragazze (il titolo del disegno è alquanto malizioso: Lenny and the Girls).

Schmidt non è stato l'unico ad avere avuto l'onore di realizzare le deliranti copertine per i dischi di Ben. In due occasione Bagley chiese aiuto a un altro suo amico, una stilista francese che risponde al nome di Yves Saint Laurent.
La lista degli attori e dei cantanti che hanno lavorato nei dischi di Ben è impressionante, molti dei quali gay, lesbiche o bisessuali, come Anthony Perkins, Bobby Short, Richard Chamberlan ed Estelle Parsons. Poi sono da ricordare voci jazz leggendarie come Cab Calloway, Nell Carter e Blossom Dearie, stelle di Hollywood ormai in declino come Gloria DeHaven, Ann Miller, Ellen Burstyn, e icone del camp come Gloria Swanson, Katherine Hepburn, Barbara Cook o Eleine Stritch.
Ma fortemente camp è anche il modo in cui Ben realizzava i suoi dischi, assegnando spesso a uomini canzoni scritte per donne e viceversa, oppure producendo curiose orchestrazioni. Un esempio su tutti: per la canzone "Hunted Heart", presente nel disco Arthur Schwatz Revisited, ispirandosi al recente successo internazionale della canzone Je t'aime... moi non plus aggiunse in sottofondo gemiti e sospiri che lasciavano poco spazio all'immaginazione.
Infine, Bagley aggiungeva una serie di note personali, sarcastiche quando non velenose, e decisamente "politicamente scorrette", sul retro delle copertine dei suoi LP (poi riprodotte nei libretti delle ristampe in CD). Ad esempio, in Cole Porter Revisited, Vol. IV, scrisse:
Su Elaine Stritch scrisse:
Commentando una canzone intitolata "Rabelais, Boccaccio, de Maupassant and Balzac" tenne a precisare che:
All'inizio degli anni 1990 Bagley fonda una sua etichetta indipendente e ripubblica tutti i suoi dischi su CD, aggiungendo nuove canzoni registrate per l'occasione.
Bagley muore il 21 marzo del 1998. Le cause della morte risultano tuttora incerte: il comunicato ufficiale parla genericamente di "una lunga malattia" e di certo soffriva da anni di epatite, ma si sospetta anche che fosse malato di AIDS.

## La vita privata
Della vita privata di Ben Bagley non si sa molto. Anche se spesso si dichiarava bisessuale, ci sono pochi dubbi sul fatto che preferisse la compagnia degli uomini.

Fu per certo amico intimo e probabilmente amante di Montgomery Clift, che passò a casa di Bagley gran parte degli ultimi anni della sua vita.

Ben tentò anche di risollevare la carriera di Clift offrendogli di cantare un paio di canzoni per il disco George Gershwin revisited. Ma la cosa sfumò perché Bagley aveva a disposizione gli studi di registrazione solo alla mattina e Clift, ormai alcolizzato, non era in grado di lavorare prima dell'una. A sostituirlo fu Anthony Perkins, con il quale, secondo alcune fonti, ebbe anche una breve relazione sentimentale.
Su Bagley girano diverse leggende a New York, riguardanti la sua incredibile sfrontatezza e la sua invidiabile capacità di convincere la gente a lavorare gratis.